# Rensselaer W. Lee
Pour les articles homonymes, voir Lee.
Rensselaer W. Lee, né à Philadelphie en 1898 et mort à Princeton (New Jersey) en 1984, est un universitaire américain, professeur d'histoire de l'art à l'université de Princeton et spécialiste de l'art de la Renaissance et de la période baroque, ainsi que de théorie de l'art.

## Biographie
Rensselaer Wright Lee a fait ses études à l'université de Princeton et obtenu en 1926 un doctorat en anglais. Mais il se tourne rapidement vers l'histoire de l'art.
De 1931 à 1940, il est professeur d'histoire de l'art à l'université Northwestern, dans l'Illinois. En 1940 paraît son œuvre majeure, Ut Pictura Poesis.
De 1956 à 1966, année de sa retraite, il est professeur d'histoire de l'art à Princeton et il dirige pendant la plus grande partie de cette période le département d'histoire de l'art. Il préside encore l'Académie américaine à Rome de 1968 à 1971. En 1977, il publie un autre ouvrage important pour la théorie de l'art : Names on Trees: Ariosto into Art.